# Donsbach
Donsbach ist ein Dorf und als solches ein Stadtteil der Stadt Dillenburg im mittelhessischen Lahn-Dill-Kreis.

## Geographie
Der Ort liegt im nordwestlichen Teil des Kreises, am Rande des Westerwalds und ca. vier Kilometer südwestlich der Kernstadt von Dillenburg. Größere Städte in direkter Umgebung sind, neben Dillenburg, Herborn und Haiger.
Die Ortschaft liegt im Landschaftsschutzgebiet „Hessischer Westerwald“. Außerdem befinden sich in der Gemarkung drei Naturschutzgebiete: Alteberg und Sauernberg, An der alten Rheinstraße und Hasel bei Donsbach.

## Geschichte

### Ortsgeschichte
Das 1100-jährige Donsbach ist der älteste der sieben Stadtteile, einschließlich der Kernstadt. Belegt ist dies durch die Schenkungsurkunde vom 28. April 1048 anlässlich der Weihung der Haigerer Marienkirche durch Erzbischof Eberhard von Trier. Am selben Tage bestätigte Erzbischof Eberhard, kraft seiner bischöflichen Gewalt öffentlich, das umgrenzte Gebiet dieser Kirche so, wie König Konrad I. (911–918) dieses am 24. April 914 urkundlich festgelegt hatte:
Dies ist nämlich die Grenze der Kirche in Heigerin, welche der erwähnte König Konrad der heiligen Maria und der heiligen Walburgis in Willanaburg (Weilburg) übergeben hat, welche anfängt zwischen Donesbach (Donsbach) und Heigere (Haiger), wo die Marc Herbore (Herborn) und das Land der freien Männer aneinandergrenzen.

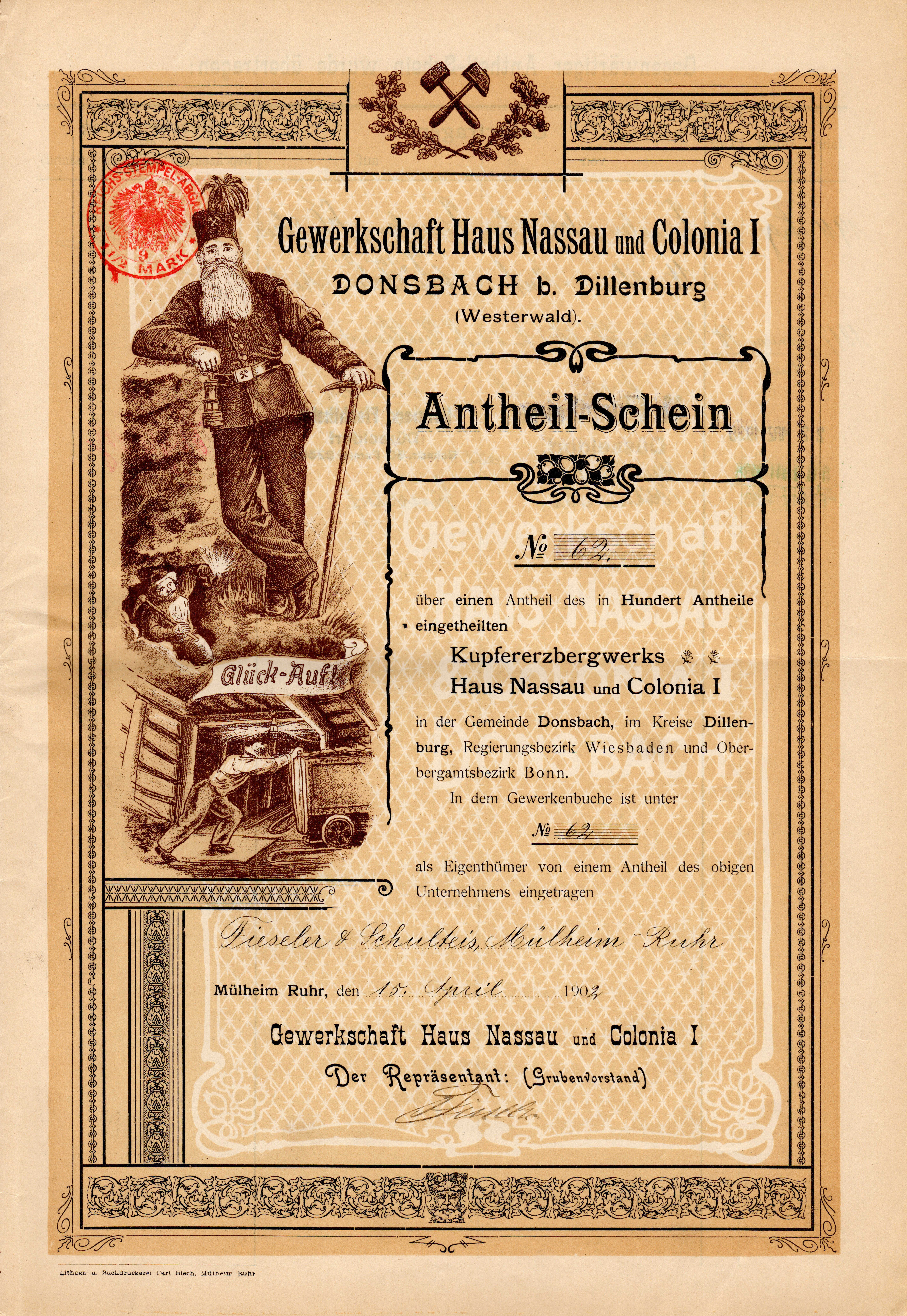
Anteilschein des Kupfererzbergwerks Gewerkschaft Haus Nassau und Colonia I aus Donsbach vom 15. April 1902

Das Terrain der umschriebenen Heigeromarca begann folglich auf der Höhe zwischen Haiger und Donsbach, dem zur Herborner Mark zählenden Grenzort. Beide Urkunden sind kopial in der Wormser Handschrift des 12. Jahrhunderts überliefert. Wichtige Urkunden und Dokumente wurden schon im Mittelalter durch zusätzliche Abschriften in sogenannte Kopialbücher gesichert. Von 1342 bis 1485 wurde das Dorf in Ober – und Niederdonsbach aufgeteilt. Dann erfolgte wieder der Zusammenschluss beider Ortsteile. Im Jahre 1959 wurde das 1914 versäumte 1000-jährige Dorfjubiläum gebührend nachgefeiert.
Bereits 1603 schürfte man im Ort in mehr als zwölf Gruben mit Erfolg Kupfer- und Eisenerz. Einige dieser Bergbaubetriebe bestanden bis in die erste Hälfte des 20. Jahrhunderts.
Im Jahr 1791 fiel Donsbach einem großen Dorfbrand zum Opfer, der zu großen Verlusten bei der Bevölkerung führte. Amtmann Rühle von Lilienstern, dessen Namen die Grundschule trägt, setzte sich für den Wiederaufbau ein und legte dabei großen Wert auf den Fachwerkbau.
Hessische Gebietsreform (1970–1977)
Bis 1976 war Donsbach eine selbstständige Gemeinde im ehemaligen Dillkreis. Am 1. Januar 1977 wurde sie im Zuge der Gebietsreform in Hessen durch das Gesetz zur Neugliederung des Dillkreises, der Landkreise Gießen und Wetzlar und der Stadt Gießen nach Dillenburg Nanzenbach. Für den Stadtteil Donsbach wurde, wie für die anderen eingemeindeten ehemals eigenständigen Gemeinden von Dillenburg, ein Ortsbezirk gebildet.

### Verwaltungsgeschichte im Überblick
Die folgende Liste zeigt die Staaten und Verwaltungseinheiten, denen Donsbach angehört(e):
- vor 1739: Heiliges Römisches Reich, Grafschaft/Fürstentum Nassau-Dillenburg, Amt Dillenburg
- ab 1739: Heiliges Römisches Reich, Fürstentum Nassau-Diez, Amt Dillenburg
- 1806–1813: Großherzogtum Berg,[Anm. 2] Département Sieg, Arrondissement Dillenburg, Kanton Dillenburg
- 1813–1815: Fürstentum Nassau-Oranien, Amt Dillenburg
- ab 1816: Herzogtum Nassau[Anm. 3], Amt Dillenburg
- ab 1849: Herzogtum Nassau, Kreisamt Herborn[Anm. 4]
- ab 1854: Herzogtum Nassau, Amt Dillenburg
- ab 1867: Norddeutscher Bund[Anm. 5], Königreich Preußen,[Anm. 6] Provinz Hessen-Nassau, Regierungsbezirk Wiesbaden, Dillkreis[Anm. 7]
- ab 1871: Deutsches Reich, Königreich Preußen, Provinz Hessen-Nassau, Regierungsbezirk Wiesbaden, Dillkreis
- ab 1918: Deutsches Reich (Weimarer Republik), Freistaat Preußen, Provinz Hessen-Nassau, Regierungsbezirk Wiesbaden, Dillkreis
- ab 1932: Deutsches Reich, Freistaat Preußen, Provinz Hessen-Nassau, Regierungsbezirk Wiesbaden, Landkreis Dillenburg
- ab 1933: Deutsches Reich, Freistaat Preußen, Provinz Hessen-Nassau, Regierungsbezirk Wiesbaden, Dillkreis
- ab 1944: Deutsches Reich, Freistaat Preußen, Provinz Nassau, Dillkreis
- ab 1945: Amerikanische Besatzungszone,[Anm. 8] Groß-Hessen, Regierungsbezirk Wiesbaden, Dillkreis
- ab 1946: Amerikanische Besatzungszone, Hessen, Regierungsbezirk Wiesbaden, Dillkreis
- ab 1949: Bundesrepublik Deutschland, Hessen, Regierungsbezirk Wiesbaden, Dillkreis
- ab 1968: Bundesrepublik Deutschland, Hessen, Regierungsbezirk Darmstadt, Dillkreis
- ab 1977: Bundesrepublik Deutschland, Hessen, Regierungsbezirk Darmstadt, Lahn-Dill-Kreis, Stadt Dillenburg[Anm. 9]
- ab 1981: Bundesrepublik Deutschland, Hessen, Regierungsbezirk Gießen, Lahn-Dill-Kreis, Stadt Dillenburg

## Bevölkerung

### Einwohnerstruktur 2011
Nach den Erhebungen des Zensus 2011 lebten am Stichtag dem 9. Mai 2011 in Donsbach 1521 Einwohner. Darunter waren 21 (1,4 %) Ausländer. Nach dem Lebensalter waren 246 Einwohner unter 18 Jahren, 645 zwischen 18 und 49, 333 zwischen 50 und 64 und 300 Einwohner waren älter. Die Einwohner lebten in 633 Haushalten. Davon waren 165 Singlehaushalte, 186 Paare ohne Kinder und 210 Paare mit Kindern, sowie 54 Alleinerziehende und 15 Wohngemeinschaften. In 123 Haushalten lebten ausschließlich Senioren und in 414 Haushaltungen lebten keine Senioren.

### Einwohnerentwicklung
| Donsbach: Einwohnerzahlen von 1834 bis 2021 | Donsbach: Einwohnerzahlen von 1834 bis 2021 | Donsbach: Einwohnerzahlen von 1834 bis 2021 | Donsbach: Einwohnerzahlen von 1834 bis 2021 | Donsbach: Einwohnerzahlen von 1834 bis 2021 |
| --- | ------------------------------------------- | ------------------------------------------- | ------------------------------------------- | ------------------------------------------- |
| Jahr |                                             |                                             |                                             | Einwohner                                   |
| 1834 | 1834                                        |                                             | 422                                         | 422                                         |
| 1840 | 1840                                        |                                             | 447                                         | 447                                         |
| 1846 | 1846                                        |                                             | 458                                         | 458                                         |
| 1852 | 1852                                        |                                             | 503                                         | 503                                         |
| 1858 | 1858                                        |                                             | 563                                         | 563                                         |
| 1864 | 1864                                        |                                             | 662                                         | 662                                         |
| 1871 | 1871                                        |                                             | 669                                         | 669                                         |
| 1875 | 1875                                        |                                             | 632                                         | 632                                         |
| 1885 | 1885                                        |                                             | 720                                         | 720                                         |
| 1895 | 1895                                        |                                             | 802                                         | 802                                         |
| 1905 | 1905                                        |                                             | 867                                         | 867                                         |
| 1910 | 1910                                        |                                             | 927                                         | 927                                         |
| 1925 | 1925                                        |                                             | 1.127                                       | 1.127                                       |
| 1939 | 1939                                        |                                             | 1.207                                       | 1.207                                       |
| 1946 | 1946                                        |                                             | 1.498                                       | 1.498                                       |
| 1950 | 1950                                        |                                             | 1.546                                       | 1.546                                       |
| 1956 | 1956                                        |                                             | 1.500                                       | 1.500                                       |
| 1961 | 1961                                        |                                             | 1.585                                       | 1.585                                       |
| 1967 | 1967                                        |                                             | 1.680                                       | 1.680                                       |
| 1970 | 1970                                        |                                             | 1.736                                       | 1.736                                       |
| 1980 | 1980                                        |                                             | ?                                           | ?                                           |
| 1990 | 1990                                        |                                             | ?                                           | ?                                           |
| 1999 | 1999                                        |                                             | 1.695                                       | 1.695                                       |
| 2005 | 2005                                        |                                             | 1.580                                       | 1.580                                       |
| 2009 | 2009                                        |                                             | 1.543                                       | 1.543                                       |
| 2011 | 2011                                        |                                             | 1.521                                       | 1.521                                       |
| 2014 | 2014                                        |                                             | 1.479                                       | 1.479                                       |
| 2018 | 2018                                        |                                             | 1.447                                       | 1.447                                       |
| 2021 | 2021                                        |                                             | 1.432                                       | 1.432                                       |
| Datenquelle: Historisches Gemeindeverzeichnis für Hessen: Die Bevölkerung der Gemeinden 1834 bis 1967. Wiesbaden: Hessisches Statistisches Landesamt, 1968. Weitere Quellen: ; nach 1970 Stadt Dillenburg; Zensus 2011 |                                             |                                             |                                             |                                             |

### Historische Religionszugehörigkeit
- 1885: 0688 evangelische (= 95,56 %), 010 katholische (= 1,39 %), 022 (= 3,06 %) andere Christen[1]
- 1961: 1354 evangelische (= 85,43 %), 143 katholische (= 9,02 %) Einwohner[1]
- 2018: 0912 evangelische (= 63,03 %), 115 katholische (= 7,95 %), 420 andere Einwohner[9]

## Politik
- SPD: 3
- CDU: 2

### Ortsbeirat
Für Donsbach besteht ein Ortsbezirk (Gebiete der ehemaligen Gemeinde Donsbach) mit Ortsbeirat und Ortsvorsteher nach der Hessischen Gemeindeordnung. Der Ortsbeirat besteht aus fünf Mitgliedern. Bei den Kommunalwahlen in Hessen 2021 betrug die Wahlbeteiligung zum Ortsbeirat 37,06 %. Für die Sitzverteilung siehe die nebenstehende Grafik. Der Ortsbeirat wählte Klaus Wagner (SPD) zum Ortsvorsteher.

### Wappen
Am 25. Juni 1959 genehmigte der Hessische Minister des Innern das Wappen mit folgender Beschreibung:
| Wappen von Donsbach | Blasonierung: „In einem von Schwarz und Grün schräglinks geteilten Schild ein schräglinks geführter goldener Bachlauf.“ |
| Wappen von Donsbach | |

## Kultur Sehenswürdigkeiten

### Vereine
- KTZV Donsbach 59 e. V.
- Arbeitskreis „Alte Schmiede“
- Brieftaubenverein Donsbach
- DRK-Bereitschaft Donsbach
- Förderverein Lilienstern-Kinder e. V.
- Freie Jugendarbeit Dillenburg
- Freiwillige Feuerwehr Donsbach
- Heimat- und Verschönerungsverein Donsbach
- Lahn-Dill Snowboarders
- Modellflugsportverein MSV-Kornberg e. V. (aufgelöst)
- Naturschutzbund, Ortsgruppe Donsbach e. V.
- Sängervereinigung 1890 Donsbach
- Schützengemeinschaft 1963 Donsbach e. V.
- SSV 1921 Donsbach e. V.
- Tennisclub Donsbach e. V.
- THW-Dillenburg Förderverein e. V.
- VdK, Ortsgruppe Donsbach
- Verein Freie Jugendarbeit Dillenburg e. V.
- CVJM Donsbach e. V.
- DC Bull Bandits

Quelle: 

### Bauwerke
Ein bemerkenswertes Gebäude ist die Evangelische Kirche Donsbach.

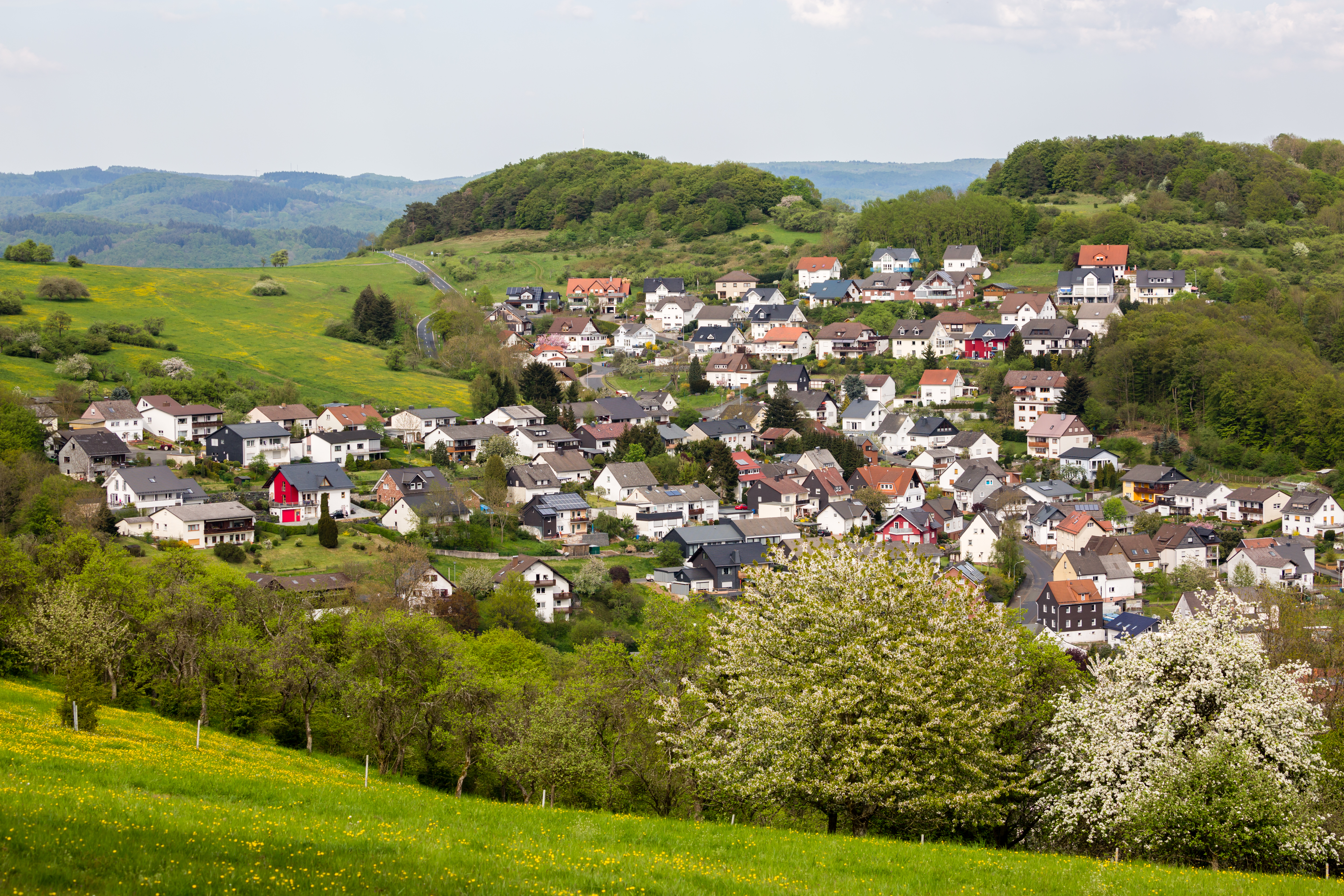
Blick auf Neubaugebiet
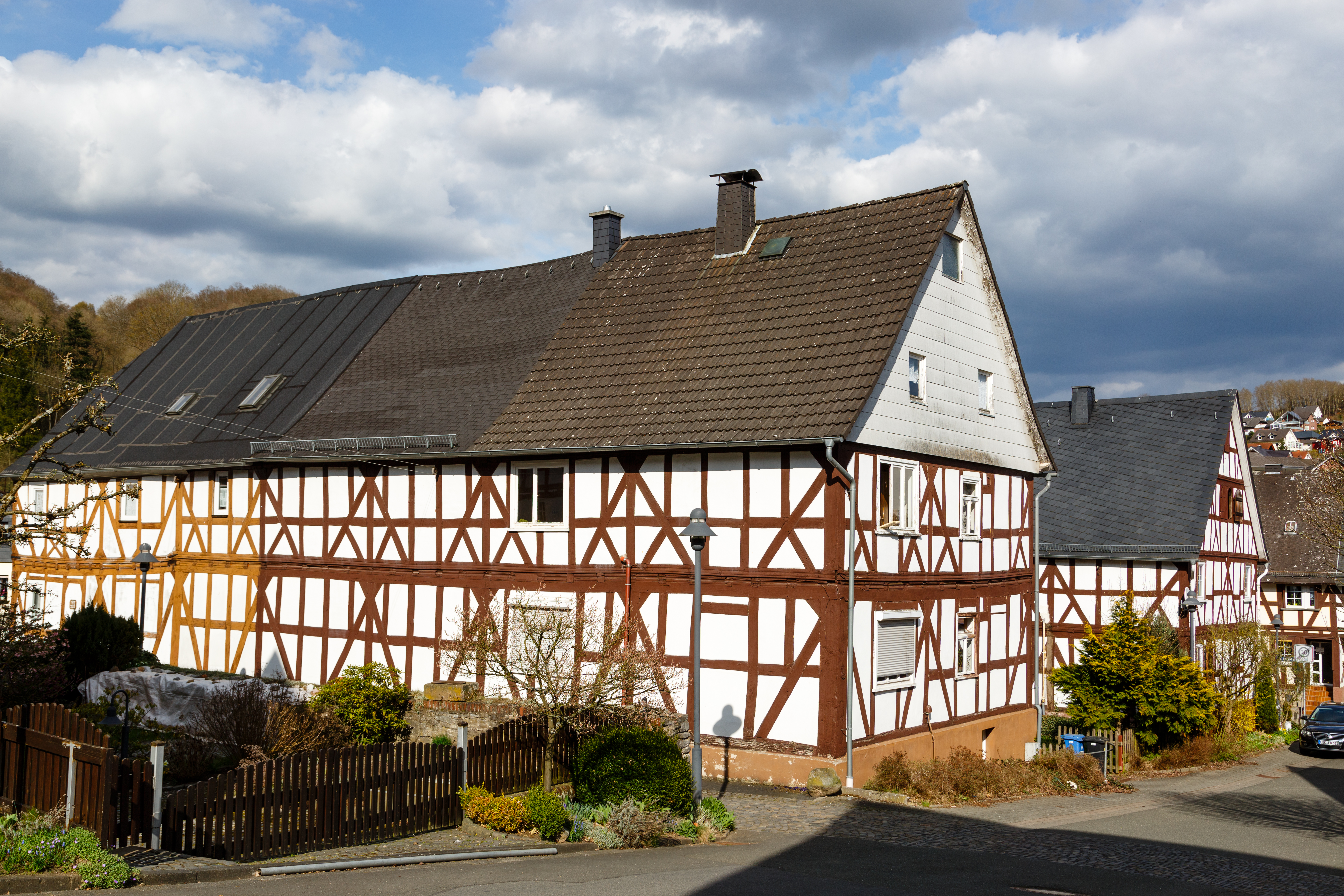
Historischer Ortskern Donsbach
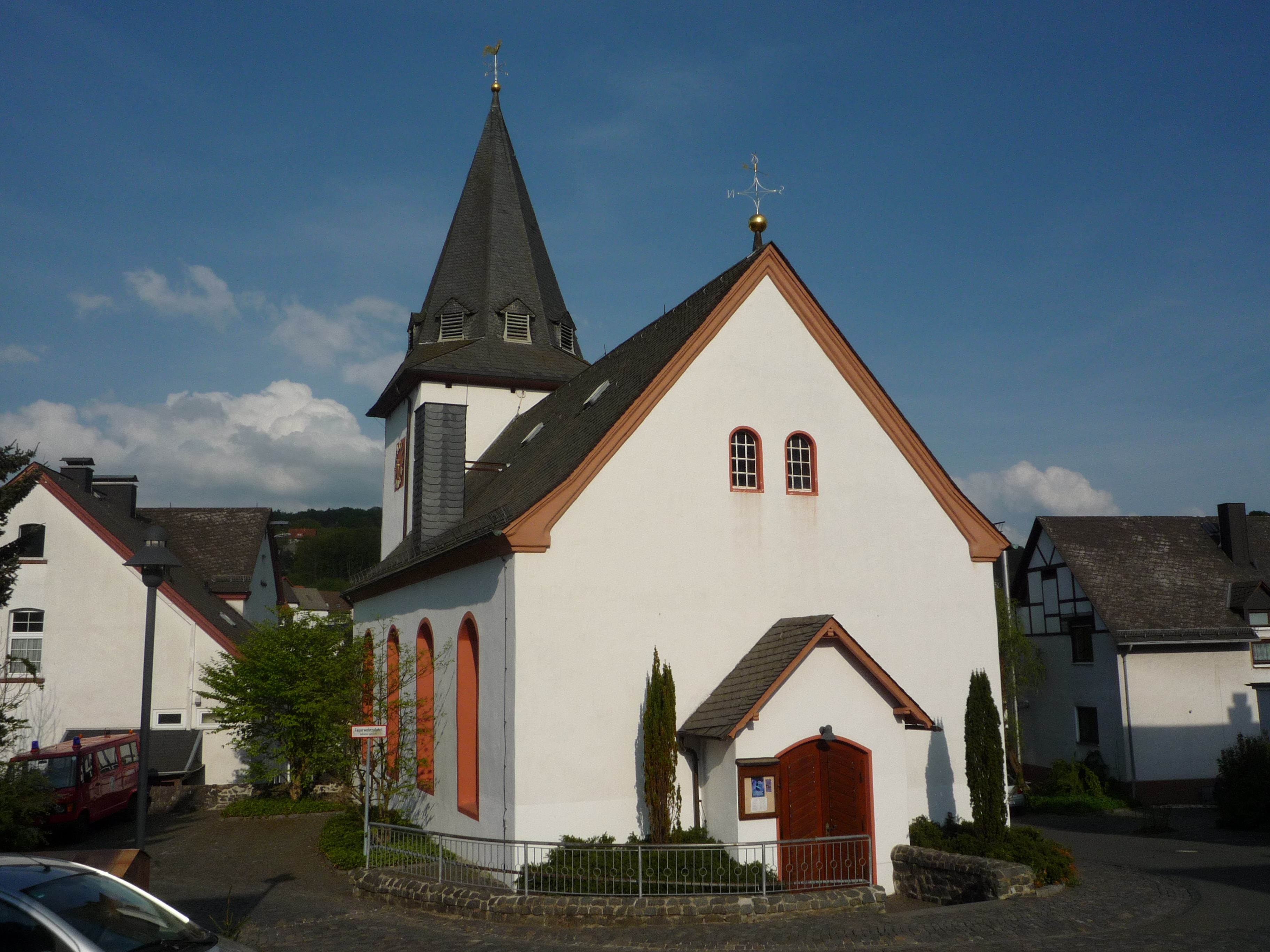
Evangelische Kirche Donsbach

### Wildpark

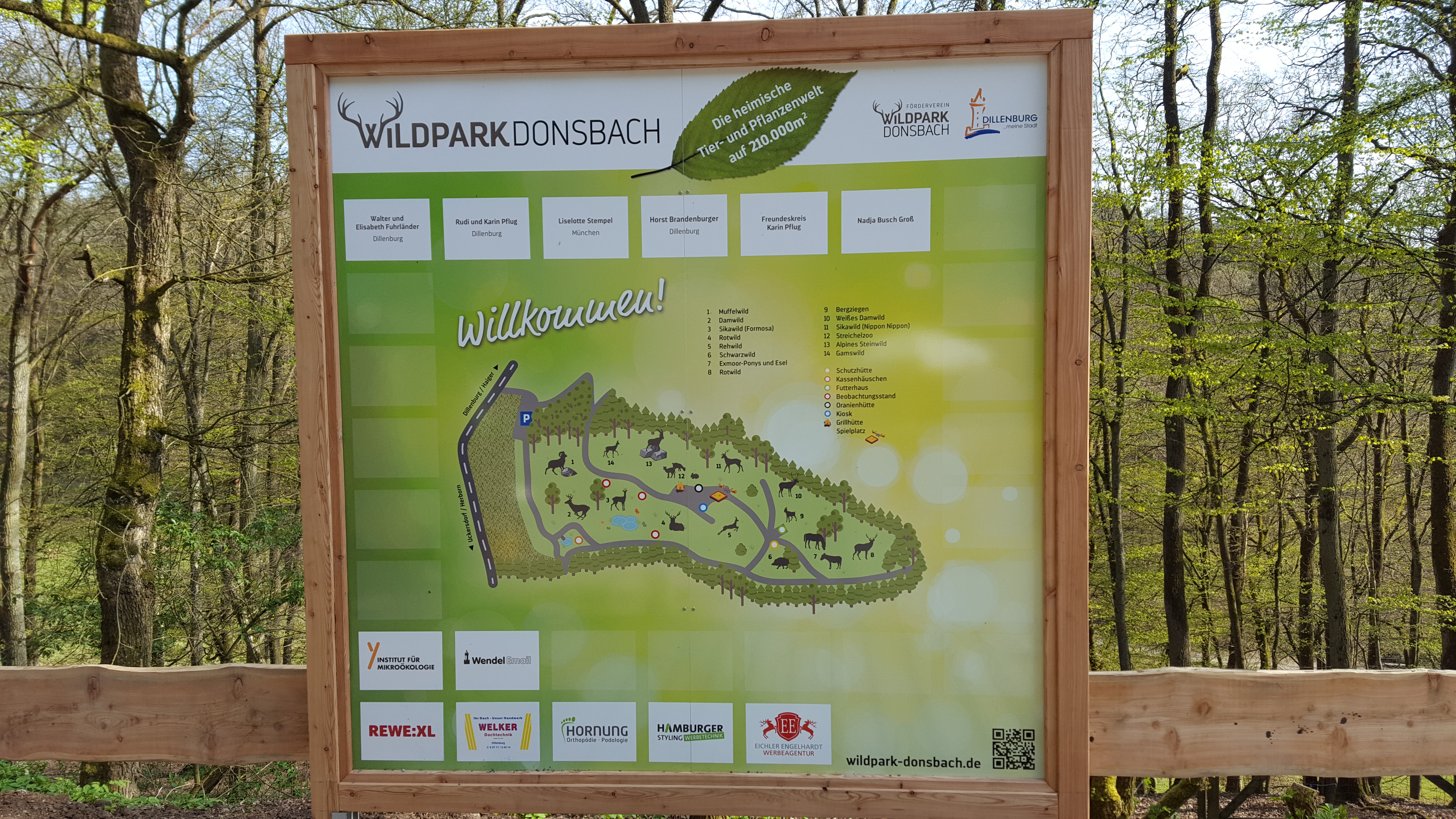
Übersicht des Tierparks Donsbach

Der Donsbacher Wildpark befindet sich am Ortseingang aus Richtung Herborn-Burg. Er steht in der Tradition des historischen Tierparks, in dem Graf Ludwig Henrich von Nassau-Dillenburg im 17. Jahrhundert Damwild hielt. Erhalten ist das Jagdhaus Katharinenbronn an der Mündung des Donsbachs in den Ambach mit dem Namen Neues Haus. Es ersetzte das ursprüngliche Jagdhaus Ludwigsbronn, von dem noch ein Ruinenfeld im Donsbachtal zeugt.

## Verkehr
Von Dillenburg aus ist der Ort mit der Buslinie 101 (Donsbach) zu erreichen.

## Persönlichkeiten
- Rudolf Heinrich Braas (1902–1974). Donsbach ist der Geburtsort des Maschinenbauingenieurs, Unternehmers und Erfinders und Gründer des heutigen Unternehmens Monier Braas.